# Institut indien de technologie de Kanpur

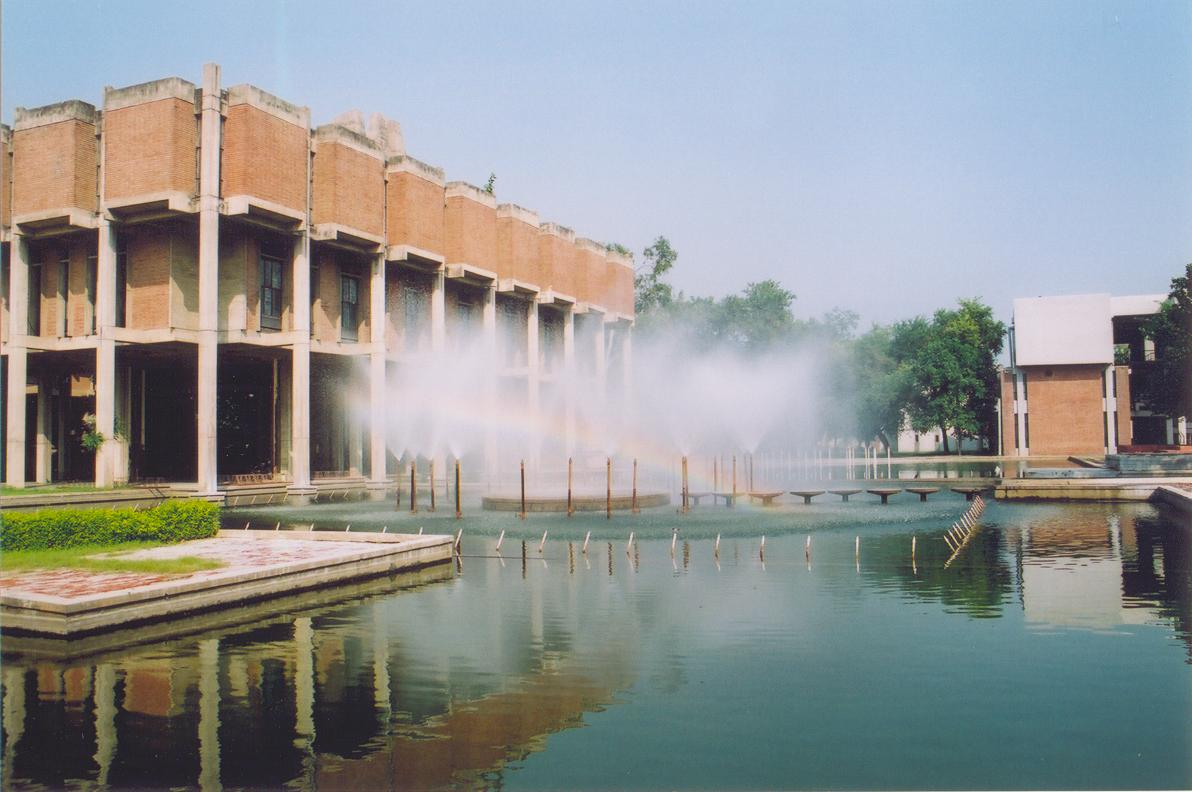
PK Kelkar Library, IIT Kanpur

L'Institut indien de technologie de Kanpur (IIT Kanpur) est un des Instituts indiens de technologie, fondé en 1960 et situé à Kanpur.
Cette université se concentre sur la recherche scientifique en sciences de l'ingénieur, ainsi que sur l'enseignement de premier cycle universitaire.

## Historique
Dans les dix premières années de son existence, ses laboratoires de recherches bénéficièrent de l'appui d'un consortium de neuf universités américaines (le MIT, Berkeley, le CalTech, Princeton, Université Carnegie-Mellon, Université du Michigan, Université d'État de l'Ohio,
Case Western Reserve et Université Purdue) dans le cadre d'un programme bi-national (KIAP).
À l'instigation de l'économiste John Kenneth Galbraith , l'IIT de Kanpur fut le premier institut indien à proposer un enseignement d'informatique,. Les premiers travaux dirigés, au mois d'août 1963, étaient menés sur un IBM 1620. De 1963 à 1971, cet enseignement, qui allait jusqu'à la licence et au doctorat, était assuré par un professeur de Berkeley, Harry Huskey. En 1972, l'accord-cadre du KIAP fut dénoncé par le gouvernement indien, qui, nonobstant les tensions politiques avec Washington liées au soutien militaire des États-Unis au Pakistan, avait fini par réaliser qu'il contribuait à la fuite des cerveaux. Huskey fut remplacé par le chef indien du département de génie électrotechnique, le Pr. H.K. Kesavan.

## Personnalités connues
- Manindra Agrawal